# Dushun
Dushun (557-640) est une moine bouddhiste chinois qui a été le premier patriarche de l'école Huayan. Il est originaire de la province de Shaanxi. Il rentra dans les ordres à 17 ans. Il a écrit quelques travaux d'egéxèse. Il était reconnu pour sa vertu.